# Meeting Herculis
Le meeting Herculis est un meeting international d'athlétisme qui se déroule une fois par an, généralement en juillet, au Stade Louis-II de Monaco depuis septembre 1987. Il est organisé sous l'égide de la Fédération monégasque d'athlétisme. Figurant depuis 2010 parmi les 14 meetings de la Ligue de diamant, l'épreuve a fait partie du circuit de la Golden League de 1998, année de la première édition, à 2002. Il a par ailleurs accueilli la Finale mondiale de l'athlétisme, de 2003 à 2005. C'est une épreuve du Pro Athlé Tour.

## Historique
Le premier meeting Herculis est disputé le 17 septembre 1987.
À partir du moment où il a été inséré dans la Golden League, il a fini par supplanter le meeting Nikaïa voisin (dernière édition en 2001).

## Records

### Records du monde
| Année | Athlète           | Épreuve          | Performance    |
| ----- | ----------------- | ---------------- | -------------- |
| 2008  | Yelena Isinbayeva | Saut à la perche | 5,04 m         |
| 2020  | Joshua Cheptegei  | 5 000 m          | 12 min 35 s 36 |
| 2023  | Faith Kipyegon    | Mile             | 4 min 07 s 64  |
| 2024  | Jessica Hull      | 2000m            | 5 min 21 s 56  |

### Records du meeting

#### Hommes
| Épreuve           | Record             | Athlète           | Nationalité    | Date            | Réf. |
| ----------------- | ------------------ | ----------------- | -------------- | --------------- | ---- |
| 100 m             | 9 s 78 (-0,3 m/s)  | Justin Gatlin     | États-Unis     | 17 juillet 2015 |      |
| 200 m             | 19 s 46 (+0,8 m/s) | Noah Lyles        | États-Unis     | 10 août 2022    |      |
| 400 m             | 43 s 73            | Wayde van Niekerk | Afrique du Sud | 21 juillet 2017 |      |
| 800 m             | 1 min 41 s 44      | Emmanuel Wanyonyi | Kenya          | 11 juillet 2025 |      |
| 1 500 m           | 3 min 26 s 69      | Asbel Kiprop      | Kenya          | 17 juillet 2015 |      |
| 3 000 m           | 7 min 25 s 02      | Ali Saidi-Sief    | Algérie        | 18 août 2000    |      |
| 5 000 m           | 12 min 35 s 36     | Joshua Cheptegei  | Ouganda        | 14 août 2020    |      |
| 110 m haies       | 12 s 93 (0,0 m/s)  | Aries Merritt     | États-Unis     | 20 juillet 2012 |      |
| 400 m haies       | 46 s 51            | Karsten Warholm   | Norvège        | 21 juillet 2023 |      |
| 3 000 m steeple   | 7 min 53 s 64      | Brimin Kipruto    | Kenya          | 22 juillet 2011 |      |
| Saut en hauteur   | 2.40 m             | Bohdan Bondarenko | Ukraine        | 18 juillet 2014 |      |
| Saut à la perche  | 6,05 m             | Armand Duplantis  | Suède          | 11 juillet 2025 |      |
| Saut en longueur  | 8,58 m (-0,8 m/s)  | Ivan Pedroso      | Cuba           | 1995            |      |
| Triple saut       | 17,82 m (+0,2 m/s) | Christian Taylor  | États-Unis     | 12 juillet 2019 |      |
| Lancer du poids   | 22,56 m            | Joe Kovacs        | États-Unis     | 17 juillet 2015 |      |
| Lancer du disque  | 69,08 m            | Lars Riedel       | Allemagne      | 1995            |      |
| Lancer du javelot | 90,20 m            | Raymond Hecht     | Allemagne      | 10 août 1996    |      |

### Femmes
| Épreuve           | Record             | Athlète             | Nationalité      | Date            | Réf.  |
| ----------------- | ------------------ | ------------------- | ---------------- | --------------- | ----- |
| 100 m             | 10 s 72 (0,0 m/s)  | Marion Jones        | États-Unis       | 8 août 1998     |       |
| 200 m             | 21 s 77 (+1,0 m/s) | Merlene Ottey       | Jamaïque         | 7 août 1993     |       |
| 400 m             | 48 s 97            | Shaunae Miller-Uibo | Bahamas          | 20 juillet 2018 |       |
| 800 m             | 1 min 54 s         | Caster Semenya      | Afrique du Sud   | 20 juillet 2018 |       |
| 1 500 m           | 3 min 50 s 07      | Genzebe Dibaba      | Éthiopie         | 17 juillet 2015 |       |
| Mile              | 4 min 07 s 64      | Faith Kipyegon      | Kenya            | 21 juillet 2023 |       |
| 2 000 m           | 5 min 21 s 56 (WR) | Jessica Hull        | Australie        | 12 juillet 2024 | [ 2 ] |
| 3 000 m           | 8 min 21 s 42      | Gabriela Szabo      | Roumanie         | 19 juillet 2002 |       |
| 5 000 m           | 14 min 22 s 12     | Hellen Obiri        | Kenya            | 14 août 2020    |       |
| 100 m haies       | 12 s 30 (0,6 m/s)  | Nia Ali             | États-Unis       | 21 juillet 2023 |       |
| 400 m haies       | 51 s 95            | Femke Bol           | Pays-Bas         | 11 juillet 2025 |       |
| 3 000 m steeple   | 8 min 44 s 32      | Beatrice Chepkoech  | Kenya            | 20 juillet 2018 |       |
| Saut en hauteur   | 2,05 m             | Mariya Lasitskene   | Russie           | 21 juillet 2017 |       |
| Saut à la perche  | 5,04 m             | Yelena Isinbayeva   | Russie           | 29 juillet 2008 |       |
| Saut en longueur  | 7,33 m (-0,3 m/s)  | Heike Drechsler     | Allemagne        | 11 août 1992    |       |
| Triple saut       | 15,31 m (0,0 m/s)  | Caterine Ibargüen   | Colombie         | 18 juillet 2014 |       |
| Lancer du poids   | 20,60 m            | Natalya Lisovskaya  | Union soviétique | 1991            |       |
| Lancer du disque  | 69,30 m            | Larissa Korotkevich | Russie           | 11 août 1992    |       |
| Lancer du javelot | 69,45 m            | Barbora Špotáková   | Tchéquie         | 22 juillet 2011 |       |